# Villa Il Pino
Villa Il Pino si trova in via Bolognese 267, località La Lastra, a Firenze.

## Storia
La villa nacque come monastero femminile cistercense, secondo le volontà testamentarie del 1352 del mercante della lana Maso di Bartolino di Drudolo della Lastra, che qui possedeva un podere. Il monastero venne dedicato a san Bartolomeo alla Lastra e posto sotto la custodia della Badia a Settimo e venne fabbricato dagli esecutori testamentari nel 1354 sotto il consenso del vescovo di Fiesole; nel 1360 vi si stabilirono le monache e un anno dopo il vescovo Andrea Corsini consacrò gli altari.
Nel 1424 le monache si scontrarono col vescovo fiesolano che voleva imporre loro la propria autorità (mentre esse volevano restare dipendenti solo dall'abate di Settimo), tanto che dovette intervenire anche la Signoria a dirimere la controversia e far reinsediare la badessa e una monaca che il presule di Fiesole aveva espulso. Nel 1453 il monastero venne soppresso e Papa Niccolò V ne incorporò i beni nella diocesi fiesolana.
L'edificio venne quindi destinato ad altri usi: una parte divenne un'abitazione signorile e l'altra metà divenne la canonica della parrocchia di Santa Croce al Pino, tutt'oggi della diocesi di Fiesole.
Nel XIX secolo appartenne ai Della Gherardesca, poi ai Ruegger, che iniziarono un restauro radicale.

## Architettura
La villa ha oggi un aspetto prettamente settecentesco, addossata alla chiesa di Santa Croce al Pino e perpendicolare alla via Bolognese. Vi si accede da un cancello che si apre nell'alto muro che delimita il giardino della villa; un secondo cancello, posto simmetricamente, dà accesso ai poderi della villa.
La facciata è decorata da modanature in pietra serena e, al pian terreno, da finestre inginocchiate; dal lato del giardino si vede uno stemma dei Della Gherardesca.